# 建国県
建国県（けんこく-けん）は中華人民共和国河北省にかつて存在した県。現在の滄州市滄県北西部に相当する。
1939年（民国28年）、河間県及び献県の一部に設置された。1954年に廃止となり、管轄区域は滄県に編入された。